# Nokia Aréna
A Nokia Aréna (más néven: Tampereen Kannen areena vagy Nokia-areena) egy Tampereben elhelyezkedő stadion, amely Finnország legnagyobb sportlétesítménye, és leginkább jégkorong-mérkőzésekre használták  Nevét a főszponzorról, a Nokia távközlési cégről kapta. Központi helyen, a város tömegközlekedési eszközei mellett található, például Tampere vasútállomás közelében.

## Történet

### Tervezés és építkezés
A késlekedések után végleges jóváhagyást kapott az aréna és a hozzá tartozó vegyes felhasználású magasépület fejlesztése, így az építkezés 2018 januárjában kezdődött el. A végleges terv egy vasútvonal fölé épített fedélzetet foglal magában, amelyen helyet kap a többfunkciós aréna 13 455 férőhellyel, irodával, üzletekkel, lakásokkal, egy szállodával és egy kaszinóval is. A projekt átfogó terveit Daniel Libeskind készítette.

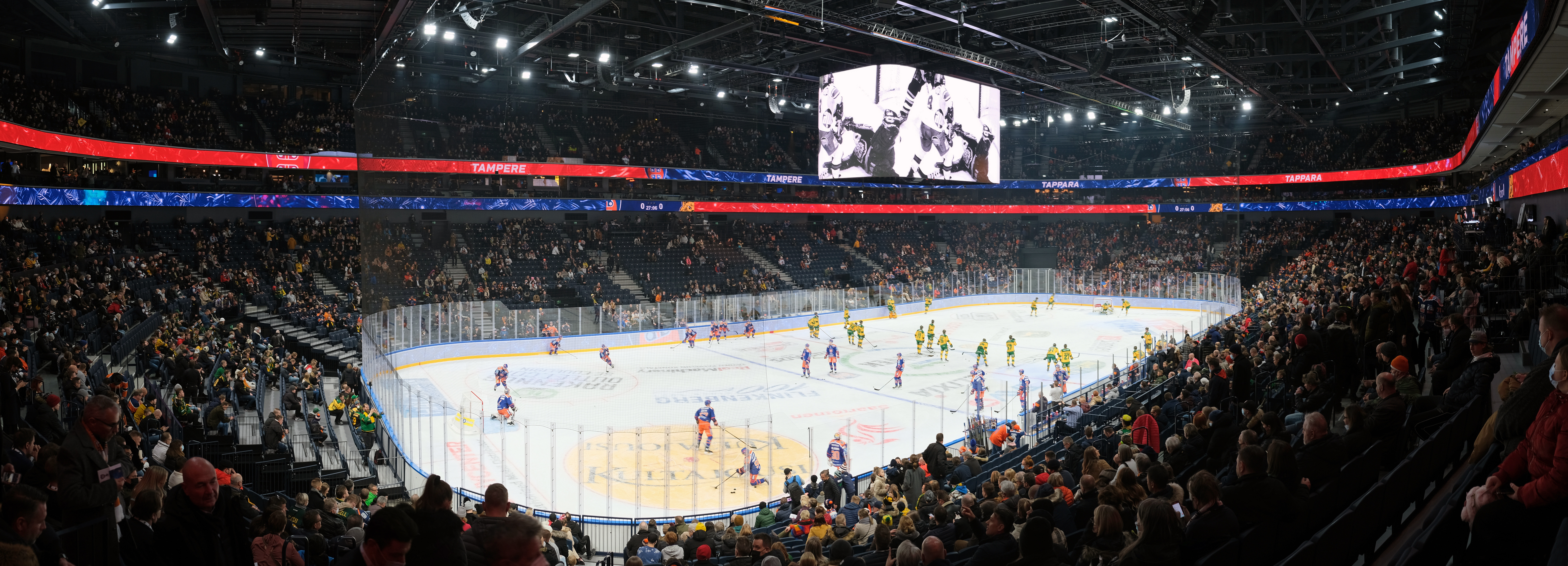
A 2021. december 3-i megnyitó jégkorong mérkőzés

Az aréna 2021 decemberére elkészült, így időben megnyithatta kapuit a 2022-es IIHF jégkorong-világbajnokságra. 2021. december 12-én a Lapland Hotels Aréna luxusszállodát is megnyitották az aréna közvetlen szomszédságában. A teljes beruházás 2024-ben fejeződött be, ekkor nyílt meg az aréna részeként a Tampere Kaszinó is, amely az előzetes tervek szerint mintegy 80 embernek ad munkát.

### Elnevezés
2020 márciusában bejelentették, hogy egy tízéves szponzori megállapodás keretében az oului UROS Group támogatásával az aréna a UROS LIVE nevet kapja. Az elnevezés kisebb botrányt kavart, mivel a uros szó finnül hímet jelent, ami sokak szerint túlságosan férfias hangzású volt. A megállapodást végül 2021. október 28-án felbontották az Uros Oy pénzügyi problémái miatt, így az aréna nevét is megváltoztatták. 2021. november 19-én a Nokia Corporation lett az új névadó szponzor, és az arénát Nokia Aréna névre keresztelték át.

## Események

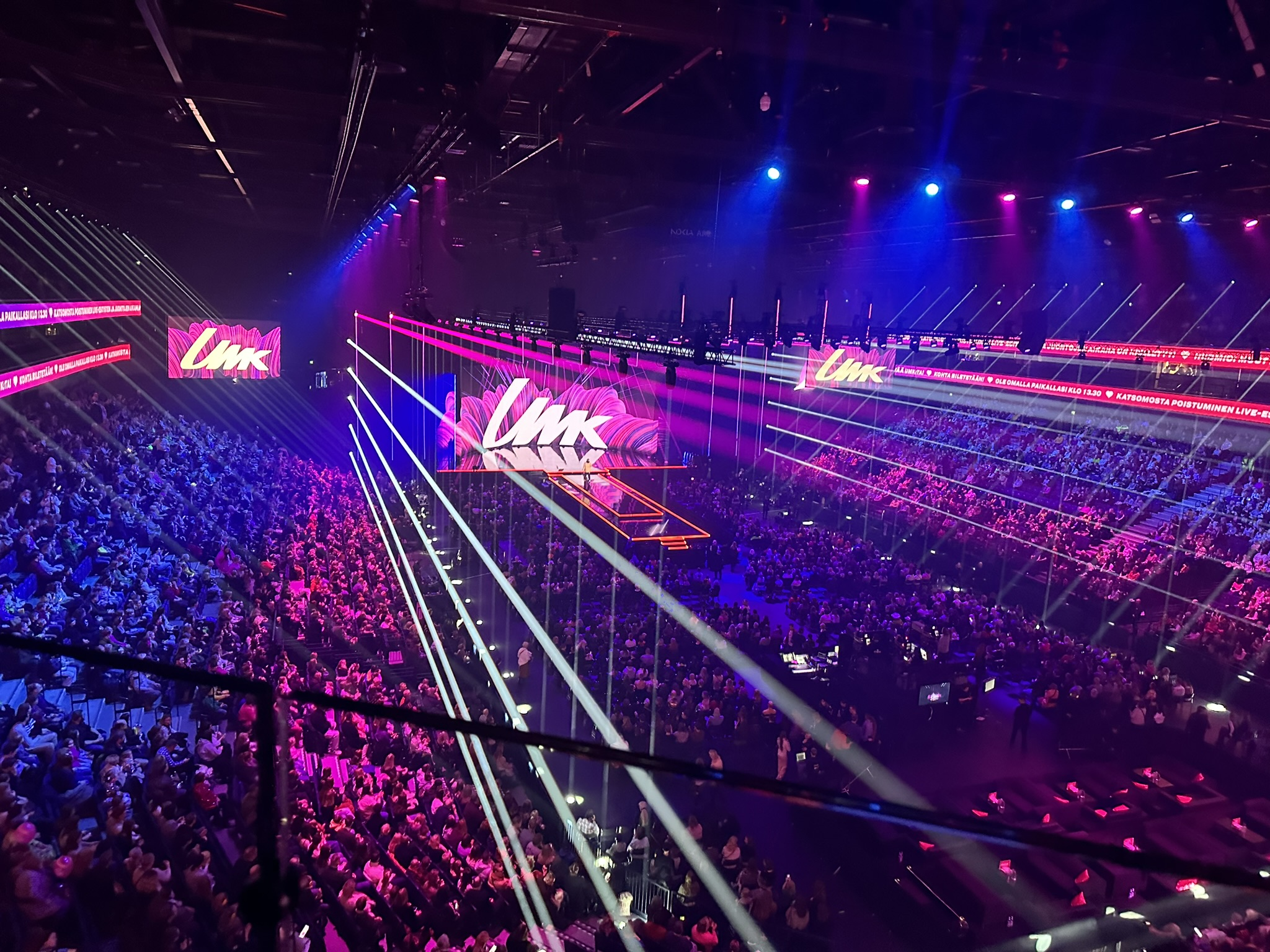
A 2024-es Uuden Musiikin Kilpailu színpada az arénában

Az arénában az első hivatalos sportesemény a finn bajnokság helyi mérkőzései voltak 2021. december 3-án és 4-én. Az eredeti tervek szerint az aréna megnyitóját december 15-re tűzték ki, azonban később az ünnepélyes megnyitót előrehozták december 3-ra.
2024-től a finn eurovíziós nemzeti döntő, az Uuden Musiikin Kilpailu helyszínéül szolgál.

## Megközelítés
A Nokia Aréna könnyen megközelíthető tömegközlekedéssel, mivel mindössze 600 méterre található a vasútállomástól és 350 méterre a távolsági buszállomástól. A Tamperéi villamoshálózat legközelebbi megállói szintén körülbelül 600, illetve 350 méterre helyezkednek el a 3-as és az 1-es vonal számára. Emellett több helyi buszjárat is közlekedik a közeli utcákon.
Saját autóval érkezők számára az arénánál csak korlátozott számú parkolóhely áll rendelkezésre, de a közelben több parkolási lehetőség is elérhető. A nagyobb események előtt és után az aréna körüli utcákat időszakosan lezárhatják a gépjárműforgalom elől.